# Pierre-Jacques Pelletier
Pour les articles homonymes, voir Pelletier (homonymie).
Pierre-Jacques Pelletier, né le 11 novembre 1867 à Clermont-Ferrand et mort le 4 octobre 1931 à Paris, est un peintre français.

## Biographie
Pierre-Jacques Pelletier est le fils d'Émile Achille Frédéric Pelletier, comptable, et de Claudine Charrouin.
Élève de Charles Beauverie, il expose au Salon à partir de 1893.
En 1904, il épouse Noémie Alphonsine Berthe Robert (1867-1928).
Il obtient une mention honorable en 1907.
Veuf, il épouse en 1929 en secondes noces, l'artiste peintre Aurélie Cécile Catherine Parizot.
Il meurt à l'hôpital Lariboisière à l'âge de 63 ans. Il est inhumé au cimetière parisien de Saint-Ouen le 7 octobre 1931.
Le Salon des indépendants lui consacre une exposition posthume et une médaille d'or posthume lui est attribuée par le jury du Salon en 1932.